# 天罰屋くれない 闇の始末帖
『天罰屋くれない 闇の始末帖』（てんばつやくれない やみのしまつちょう）は、テレビ朝日では2003年4月21日から6月23日に、 月曜時代劇枠（19:00 - 19:54）で放送された時代劇。全10話。

## 内容
『「金をもらって、悪人を殺す」という必殺シリーズで、主役チームの名前を「天罰屋」、主人公を夫や子供がいる女性にした』ような内容（ただし制作会社は別）。
「メンバー間は常に金だけの繋がり」や「天罰屋を苦戦に追い込む強敵」など初期必殺シリーズのオマージュとも言える部分が目立った。

## 登場人物

### 天罰屋
松坂 紅（まつざか くれない）
水蓮二刀流小太刀の達人である天罰人。父親は天罰人であった稲垣玄馬。幼い頃に父親の天罰仕事を目撃し、以来父と天罰屋を嫌ってきた。小太刀の技は父親から伝授されている。父である玄馬の死後、母親と苦労を重ねた末に松坂平之進と結婚、息子達之介をもうける。しかし、向かいの長屋に住んでいた一家の悲劇を目の当たりにしたことから、嫌っていた天罰人になることを決意する。
禊 影之介（みそぎ かげのすけ）
元は向井藩の剣術指南役あったが、欺瞞と保身の藩士生活に嫌気がさして脱藩したとうそぶく示然流の達人。表の顔は他の天罰屋メンバーが仕事を持っているのとは違い、何処をどうしているのかが分からないが、頭が切れる男でもある。
沈黙の壱松（だまりのいちまつ）
表の顔は鍛冶職人である中国拳法の達人。幼い頃に、目の前で家族を押し込み強盗に殺されたため、以来極端に無口になってしまっている。天罰屋メンバーの中で身体能力が非常に高く、この能力を利用して堅牢な屋敷にすら忍び込むことが出来るほど。
からくり竜次（からくりりゅうじ）
からくり仕掛けの達人。幼いときに両親を失い、妹のお亜季（後述）と共に肩寄せ合って生きてきた。表の顔はおもちゃ職人。手先が器用なだけでなく、口のほうも達者で女にも手が早い。そのため仲間とは衝突するが、心の奥底はダサいくらいの正義感が溢れている男である。
お亜季（おあき）
竜次の妹であり、元締と天罰人の繋ぎ役で情報収集も担当している。男より金とうまいものというのが信条である。機転のよさと情報収集能力は一流である。紅とは女同士であるということもあり、事毎に反発する一方で、その実力を渋々ながら認めている。
恵比寿屋文三（えびすやぶんぞう）
江戸の天罰屋の元締。かつては紅の父、稲垣玄馬と共に天罰屋稼業をしていたが、現在は元締として天罰人を束ねている。しかしながら引退したわけではなく、自ら天罰に乗り出すときもある。表の稼業は口入れ屋である。紅に関しては娘のように思い、大切にしているが、玄馬のことに関しては多くを語ろうとはしない。
稲垣 玄馬（いながき げんま）
紅の父で水蓮二刀流小太刀の達人。娘である紅に小太刀を教え込んだ。かつては文三と共に天罰屋として、晴らせぬ恨みを晴らしていた。しかし、仕事の現場を紅に目撃されてしまい、長年恨まれていた。天罰仕事の最中、命を落とす。

### その他
松坂平之進（まつざかへいのしん）
紅の夫で浪人。大柄な体格であるが、剣の腕はからっきしである。しかしながら内職などでの手先の器用さはかなりのものである。紅が天罰人であることは知らない。
松坂達之介（まつざかたつのすけ）
紅の息子。紅が天罰人であることは知らない。
茂助（もすけ）
恵比寿屋の番頭を務める。

## 殺し技
松坂 紅
2本の小太刀を右手は逆手、左手は順手に構え、悪人を刺す、斬る。だが相手に親玉クラスが多いためか、裏稼業での経験の浅さも相まって苦戦することも多かった。
禊 影之介
悪人を刀で斬る。
沈黙の壱松
素早い身のこなしと中国拳法を活かし、悪人の喉笛に手刀を突き刺し、中で捻る。その後、「お前の命は、あと三つだ」と言い、「一（ひい）、二（ふぅ）、三（み）」と数えると悪人が絶命する。その他、悪人の首を捻じ曲げたり、投げ縄を投げ、悪人の首を絞めて殺す等の技を用いる。
からくり竜次
自分の作ったからくりやおもちゃを武器に変え、悪人を殺す。剣と玉を繋ぐ紐を長い鎖に変えた剣玉、刃を取り付けたカルタ、胴周りに刃をつけた独楽、ヨーヨーなどがある。
恵比寿屋文三
元締である立場上、基本的に殺しに出向かないが、自ら出向いたときは匕首で相手を刺す。

## スタッフ
- プロデューサー：小林由幸（東映）、横塚孝弘（東映）、田中芳之（テレビ朝日）、菊地恭（テレビ朝日）
- 監督：石川一郎、吉田啓一郎、一倉治雄
- 脚本：今井詔二、井川公彦、藤井邦夫、酒井直行、尾西兼一
- 音楽：栗山和樹
- テーマ曲：『彩雲』 吉田兄弟
- 制作：東映、テレビ朝日

## キャスト
- 松坂紅：片平なぎさ
- 禊影之介：渡辺裕之
- お亜季：上原さくら
- 沈黙の壱松：白川裕二郎
- 松坂達之介：塩野魁土
- 茂助：鈴木ヒロミツ
- 松坂平之進：嶋田久作
- からくり竜次：高知東生
- 恵比須屋文三：古谷一行

## 放映リスト
1. 恨みはらします!! 刺客になった良妻賢母
2. 狙われた千人の命! 初恋の男に哀しき天罰
3. 天罰屋vs葵の御紋! 引き裂かれた夫婦愛!!
4. 罠に堕ちた天罰屋!! 恋を知った女刺客の涙
5. 愛の逃避行 品川宿で待つ女! 涙の仇討ち!!
6. 13年目の絆! 自分の始末を依頼された刺客!!
7. 江戸vs上方 刺客の激闘!! 親子鈴に託した愛
8. 悲しき10代の反抗! 殺しの罠と母の着物…
9. 禁じられた男と女! 15年の陰謀・黒幕の謎
10. さらば天罰屋! 炎に消えた涙の折り鶴! （終）